# Sárközy Sándor (labdarúgó)
Sárközy Sándor dr. (1888. – ?) válogatott labdarúgó, jobbhátvéd.

## Pályafutása

### Klubcsapatban
A BTC labdarúgója volt. A hatalmas termetű játékos szorgalmas, lelkiismeretes volt, de technikai tudása és gyorsasága elmaradt a legjobbakétól.

### A válogatottban
1906-ban egy alkalommal szerepelt a magyar labdarúgó-válogatottban.

## Sikerei, díjai
- Magyar bajnokság
  - 3.: 1904, 1908–09

## Statisztika

### Mérkőzése a válogatottban
| Magyarország | Magyarország     | Magyarország               | Magyarország | Magyarország | Magyarország | Magyarország | Magyarország | Magyarország |
| #            | Dátum            | Helyszín                   | Hazai        | Eredmény     | Vendég       | Kiírás       | Gólok        | Esemény      |
| ------------ | ---------------- | -------------------------- | ------------ | ------------ | ------------ | ------------ | ------------ | ------------ |
| 1.           | 1906. április 1. | Budapest, Millenáris-pálya | Magyarország | 1 – 1        | Csehország   | barátságos   | -            |              |
|              | Összesen         |                            |              | 1            | mérkőzés     |              | 0            | gól          |